# تشارلز كروفورد ديفيس
تشارلز كروفورد ديفيس (بالإنجليزية: Charles Crawford Davis)‏ هو مهندس الصوت أمريكي، ولد في 27 نوفمبر 1893 في فنتون في الولايات المتحدة، وتوفي في 16 ديسمبر 1966 في أوجي في الولايات المتحدة.